# Руски стандарт
„Руски стандарт“ (на руски: Русский стандарт) e производител на водка и неговата марка. Портфолиото на водка „Руски стандарт“ доминира в Русия с 60% пазарен дял. Напитката се изнася в близо 60 страни в Европа, САЩ и Азия.
Рустам Тарико – основателят на „Руски стандарт“, представя водката през 1998 г. Водките с марка „Руски стандарт“ са направени единствено от най-деликатните руски елементи, съобразени с формулата за водка, създадена през 1894 г. от известния руски учен Дмитрий Менделеев за руските царе.